# Caproni Ca.120
Il Caproni Ca.120 era il progetto di un monoplano trimotore da bombardamento, in configurazione ad ala alta a sbalzo a struttura mista legno (ali) e metallo (fusoliera).
Progettato e costruito come prototipo in un unico esemplare dall'azienda italiana Aeronautica Caproni negli anni trenta.

## Descrizione tecnica

### Struttura

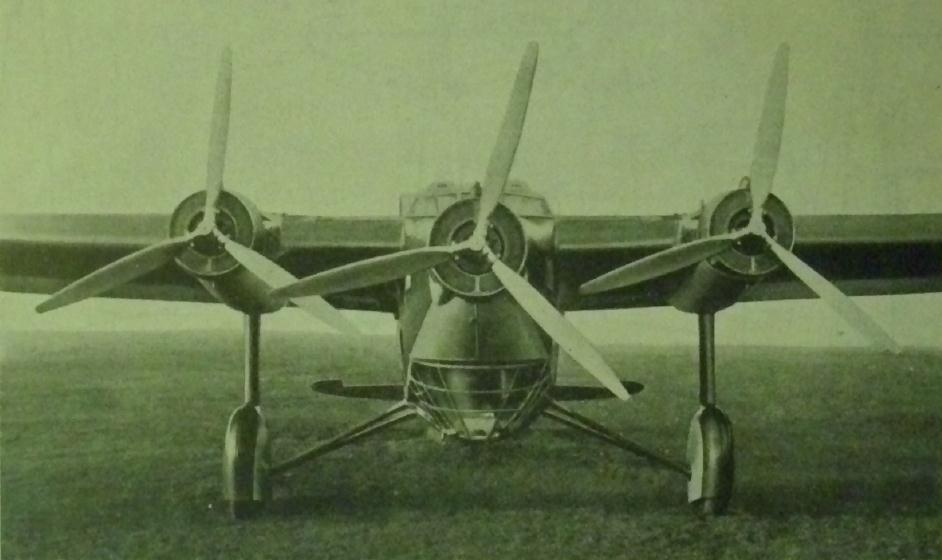
Vista frontale

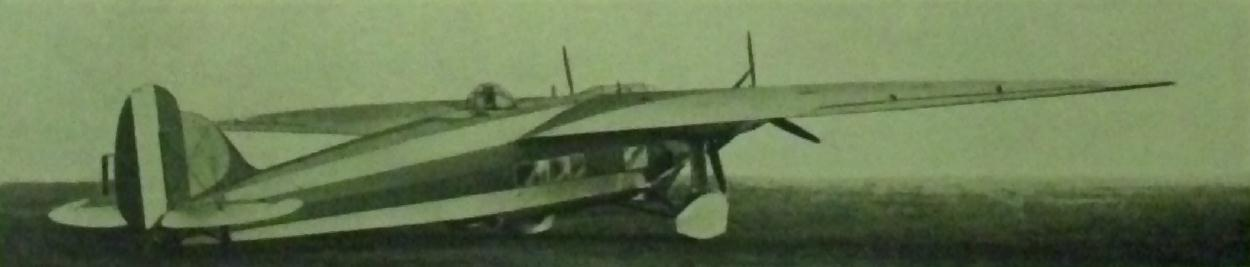
Vista posteriore

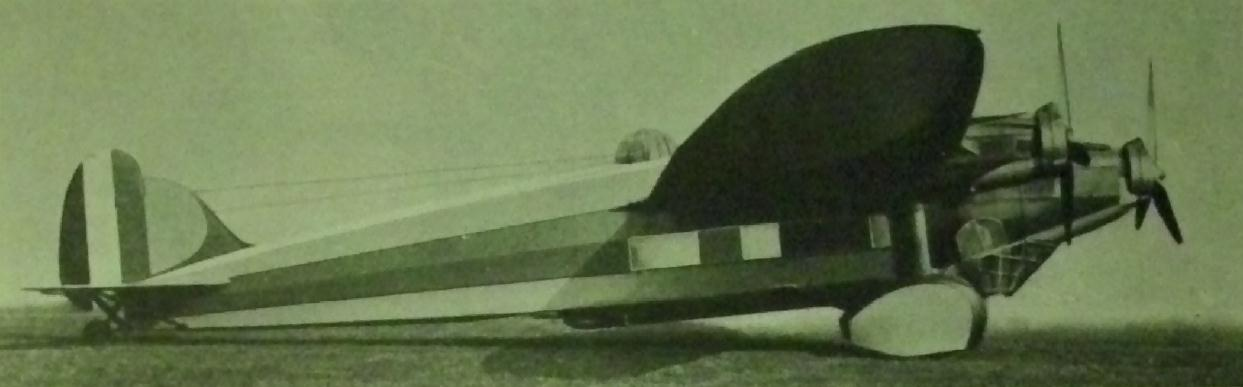
Vista di profilo

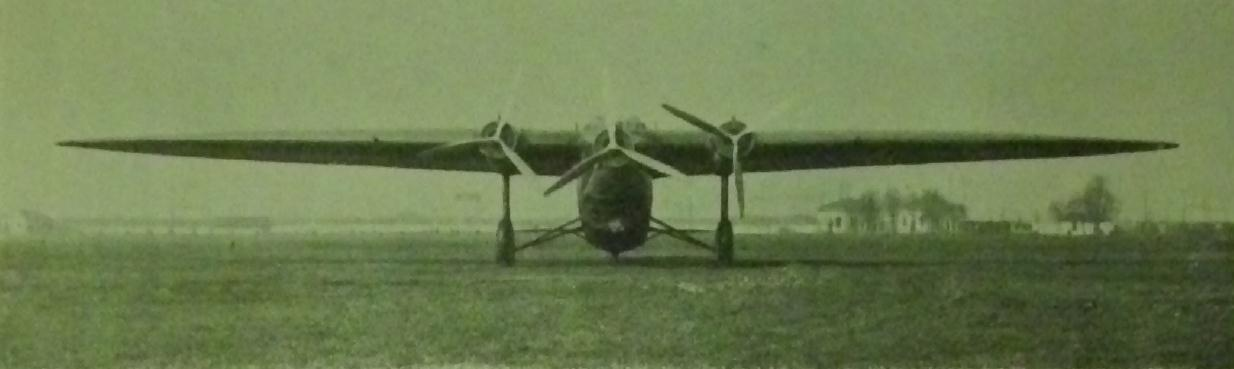
Vista frontale

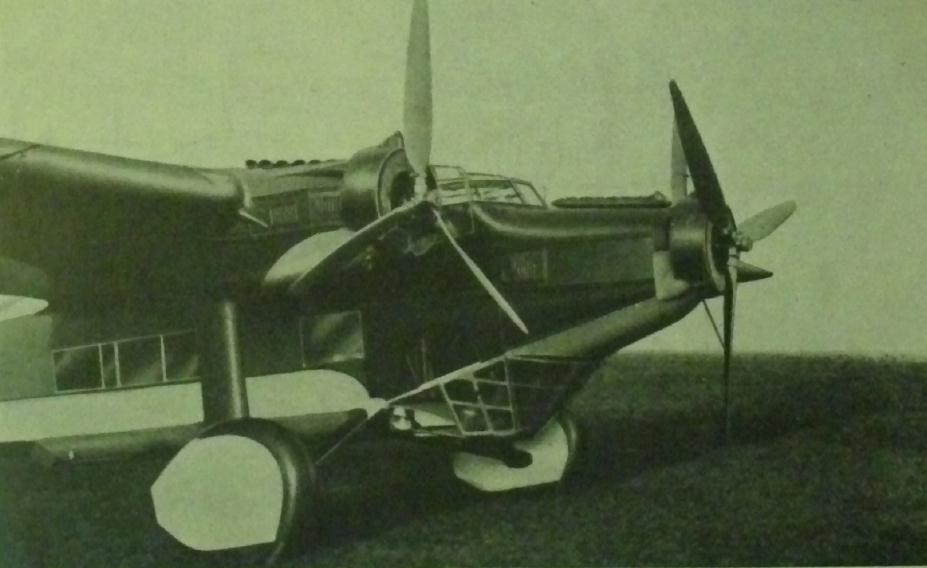
Particolare motori

Questo aeroplano è stato un esempio tipico delle progettazioni della Caproni di quegli anni; infatti, era un monoplano trimotore da bombardamento, in configurazione ad ala alta a sbalzo costruita in legno con due longheroni, munita di flaps e alettoni compensati. I serbatoi di combustibile erano posti tra i due longheroni delle ali. Il rivestimento dell'ala era in compensato sul bordo di attacco e in tela per la restante parte.
La fusoliera, invece, era fatta in tubi di acciaio saldati e presentava sul bordo di attacco delle ali il posto dei due piloti affiancati tra loro. Inoltre, l'ampia fusoliera retrostante la cabina di pilotaggio consentiva un ampio stivaggio di materiali. Il puntatore era posto davanti a un'ampia finestratura a vetri sotto i posti dei due piloti.
Il motore centrale era posto sul davanti della fusoliera, che terminava con gli impennaggi di coda regolabili.
Le due ruote munite di freni erano poste su carrelli ammortizzati posti sotto i motori laterali che erano fissati alle ali anteriormente.
I carrelli erano a singolo assale con montante elastico e controventature sui nodi principali della fusoliera. Il ruotino posteriore era ammortizzato ed orientabile.

### Motore
I motori previsti erano tre 12 cilindri a V con raffreddamento ad acqua Isotta Fraschini 11RC, collegati ad eliche tripala metalliche a passo variabile con regolazione da fermo a terra.

### Armamento
Poteva disporre di una torretta superiore con mitragliatrici abbinate ed altre opzioni di armamento.